# Brederode (holding)
Brederode is een beursgenoteerde holding met hoofdzetel in Luxemburg. Referentieaandeelhouder is de Belgische familie Van der Mersch. De investeringsholding heeft een beheerd vermogen van meer dan 3 miljard euro.

## Geschiedenis
Bankbediende Pierre Van der Mersch werd in 1958 eigenaar van een aantal beursgenoteerde oude koloniale holdings die hij tot de beursgenoteerde investeringsholding Brederode uitbouwde. VIa de Nederlandse holding Holdicam is de familie Van der Mersch nog steeds voor 55% eigenaar van Brederode.

## Investeringen
Per 31 december 2022 had Brederode aanzienlijke belangen in de technologiesector (Samsung Electronics, Mastercard, IntelRELX, Alphabet Inc., Prosus en Alibaba Group), de gezondheidssector Novartis en Sanofi), de verbruiksgoederensector (Unilever, Nestlé en LVMH), de energiesector (Iberdrola en Enel), Sofina, de Royal Bank of Canada, 3M en Telenor.